# Alphose Qorig
Alphose Qorig (Vanuatu, 7 de julio de 1981) es un exfutbolista de Vanuatu que jugaba en la posición de centrocampista.

## Carrera

### Club
| Periodo   | Club             |
| --------- | ---------------- |
| 2002-2004 | Shepherds United |
| 2005      | Tafea FC         |
| 2006      | Shepherds United |
| 2007      | Tafea FC         |
| 2008      | Port Vila Sharks |
| 2008-2009 | Tafea FC         |
| 2009-2017 | Shepherds United |

### Selección nacional
Jugó para Vanuatu en 18 ocasiones de 2002 a 2008 y anotó cuatro goles; participó en tres ediciones de la Copa de las Naciones de la OFC.

## Logros
- VFF Champions League (2): 2005, 2009
- Liga de Fútbol de Port Vila (2): 2005, 2007